# 119 (nombre)
Pour les articles homonymes, voir 119 (homonymie).
119 (cent-dix-neuf ou cent dix-neuf) est l'entier naturel qui suit 118 et qui précède 120.

## En mathématiques
Cent-dix-neuf est :
- la somme de cinq nombres premiers consécutifs (17 + 19 + 23 + 29 + 31) ;
- un nombre hautement cototient.

## Dans d'autres domaines
Cent-dix-neuf est aussi :
- le nombre de Saros de la série d'éclipses solaires qui ont commencé le 15 mai 850 à 12:05:59 UT et qui finiront le 24 juin 2112 à 07:05:54 UT. La durée de la série 119 de Saros est 1262,11 années, elle contient 71 éclipses solaires ;
- le nombre de Saros de la série d'éclipses lunaires qui ont commencé le 3 octobre 917 à 10:30:18 UT et finira le 15 mars 2396 à 09:44:27 UT. La durée de la série 119 est 1478,47 années, et contient 83 éclipses lunaires ;
- l'objet 119 du New General Catalogue est une galaxie elliptique de 13e magnitude dans la constellation du Phoenix.
- Années historiques : -119, 119.
- Ligne 119 (Infrabel),
- Le 119 est numéro Vert téléphonique français du service national d'accueil téléphonique pour l'enfance en danger.